# Nivelles
Nivelles (neerlandeză Nijvel, valonă Nivele) este un oraș francofon din regiunea Valonia din Belgia. 

## Orașe înfrățite
- Franța: Saintes